# Mamadou Zaré
Mamadou Zaré était un joueur et entraîneur de football ivoirien né en 1964 au Burkina Faso et mort à Treichville le 4 mai 2007.
Il a été principalement entraîneur durant sa carrière, préférant cette vocation à celle de joueur. Le premier club qu'il a entraîné était celui du Sabé Sports de Bouna en 1993. Il dirigea ensuite l'ASEC Mimosas, grand centre de formation ivoirien qu'il emmena en finale de la Ligue des Champions africaine en 1995.
En 1998, il est l'entraîneur adjoint de Philippe Troussier avec l'équipe du Burkina Faso de football pour la Coupe d'Afrique des nations de football. L'équipe finit alors 4e du tournoi.
Il retourne ensuite en Côte d'Ivoire où il dirige le club de Séwé Sports de San-Pédro puis le club d'Issia Wazi.
Il créera par la suite son propre centre de formation.
Il meurt le 4 mai 2007 emporté par une maladie dont il souffrait depuis 3 ans,il est inhumé au cimetière de Yopougon au nord d’Abidjan.

## Référence
- Article retraçant la carrière de Zaré sur un site de l'ASEC Mimosas